# Вилацано II (Напуљ)
Вилацано II је насеље у Италији у округу Напуљ, региону Кампанија.
Према процени из 2011. у насељу је живело 27 становника. Насеље се налази на надморској висини од 123 м.